# Uztelecom
Uztelecom — один из крупнейших операторов телекоммуникационных услуг Узбекистана.

## История
В 1992 году создан концерн государственных предприятий электросвязи Узбекистана — «Узбектелеком».
С 1995 года начался процесс реорганизации, включающий приватизацию и создание новых компаний. Среди них: «Ташкент Таксофон», «Сырдарья Телеком», совместные предприятия «Бузтон» и «Чирком», а также акционерные общества «Узбектелеком Интернэшнл» и другие. Также были созданы региональные компании. В составе «Узбектелеком»а появился филиал «Intel Telekom».
В 2001 году Кабинет Министров Узбекистана принял решение о присоединении дочерней компании «УзНет» к «Узтелеком»у, что стало началом подготовки к приватизации компании.
В 2003 году был создан инженерно-технический центр. Начал работать беспроводная радиосвязь CDMA-450. Запущен филиал «Узбектелеком-Мобайл». Система беспроводной связи соединила Самаркандскую и Джизакскую области.
С 2004 года филиал «UzNet» присоединился к «Intel Telekom», образовав обновленный филиал «УзНет». Тогда же «УзМобайл» расширил сеть радиосвязи CDMA-450 в регионах. В 2004 году были введены коды интеллектуальных сервисов, позволившие совершать международные звонки по предоплаченным картам.
В 2005 году компания модернизировала VoIP-шлюз и установила дополнительные узлы, что расширило услуги международной связи и интернет-доступа. В 2006 году стартовал пилотный проект WiMax и появилась услуга видеоконференцсвязи.
В 2007 году, совместно с Банком развития Китая и Huawei Technologies, была модернизирована телекоммуникационная сеть. Реализованы услуги видеотелефонии, передачи данных и подключения к Интернету. Пропускная способность международного центра коммутации пакетов к 2010 году достигла 2,5 Гбит/с.
В 2011 году были созданы бренды «Uzmobile» и «Uzonline». Общая длина волоконно-оптических линий связи в 2012 году составила 263,5 млн канал/км. Развивались технологии FTTx, IP-телефонии и IPTV.
1 декабря 2014 года международная пропускная способность сети достигла 15,5 Гбит/с и введен номер службы «Колл-центр» — 1084.
В 2017 году было построено 12 100 км ВОЛС. К 2023 году длина оптоволоконной сети составила 227 тыс. км.
В 2023 году компания запустила сеть 5G. В этом же году были внедрены технологии VoWi-Fi и VoLTE. Заключил соглашение с Apple Inc., благодаря которому пользователи устройств Apple в Узбекистане получили возможность подключиться к сети 5G после обновления операционной системы до iOS 16.

## Деятельность
94,25% акций «Uztelecom» принадлежат Агентству по управлению государственными активами Узбекистана, а 5,2% находятся в собственности физических и юридических лиц.
Компания включает в себе 22 филиала, из которых — 14 региональных, 8 специализированных и 3 дочерних предприятий.
Поддерживает сотрудничество с университетами и научными учреждениями в различных странах, участвуя в образовательных и исследовательских проектах России, Южной Кореи, Японии и Индии.
Среди партнеров компании — «Ростелеком» (Россия), «Казахтелеком» (Казахстан), «Белтелеком» (Беларусь), «Кыргызтелеком» и другие операторы связи.

## Критика
Пользователи часто жалуются на низкую скорость интернета, особенно в регионах. Несмотря на модернизацию сети, доступ к стабильному и быстрому соединению остаётся проблемой.
Высокий уровень потери соединения и перебои в работе интернет-сервисов негативно влияют на качество услуг. Пользователи жалуются на длительное время ожидания решения технических проблем. Некоторые филиалы компании критикуются за формальный подход и отсутствие инициативы в улучшении взаимодействия с клиентами.
Несмотря на снижение тарифов за последние годы, стоимость услуг (особенно интернета) остаётся относительно высокой для значительной части населения Узбекистана.
«Uztelecom» часто критикуется за монополизацию телекоммуникационного рынка Узбекистана.
Несмотря на заявления о внедрении новых технологий, обновление инфраструктуры в регионах идёт медленно. Это приводит к цифровому разрыву между городскими и сельскими районами. В некоторых регионах до сих пор не обеспечен доступ к FTTx и другим современным технологиям передачи данных.